# Девениш
Остров Девениш (англ. Devinish Island, от ирландского Daimhinis — бычий остров) — остров в озере Лох-Эрн, графство Фермана, Северная Ирландия.
На острове сохранились круглая башня XII века около 30 метров в высоту, Высокий крест XV века и старинная часовня, основанная в VI веке (разграблена викингами в 837 году и сожжена в 1157 году; в средневековье была отстроена как St Mary’s Augustinian Priory), на паломническом пути к Крох Патрик. Весь этот комплекс относится к историческим монументам, охраняемым государством (State Care Historic Monuments), и частично — к планируемым памятникам (Scheduled Historic Monuments).